# Gare de Byans
La gare de Byans est une gare ferroviaire française de la ligne de Franois à Arc-et-Senans, située sur le territoire de la commune de Byans-sur-Doubs dans le département du Doubs.
C'est une halte de la Société nationale des chemins de fer français (SNCF) desservie par des trains TER Bourgogne-Franche-Comté.

## Situation ferroviaire
La gare de Byans est située au point kilométrique (PK) 15,118 de la ligne de Franois à Arc-et-Senans, entre les gares de Liesle et de Torpes - Boussières.

## Fréquentation
La fréquentation de la gare est détaillée dans le tableau ci-dessous :
| Année     | 2015   | 2016   | 2017  | 2018  | 2019  | 2020  | 2021  | 2022  | 2023  |
| --------- | ------ | ------ | ----- | ----- | ----- | ----- | ----- | ----- | ----- |
| Voyageurs | 11 908 | 11 428 | 8 714 | 4 466 | 5 284 | 6 415 | 6 242 | 8 622 | 5 449 |

## Service des voyageurs

### Accueil
Halte SNCF, c'est un point d'arrêt non géré (PANG) équipé d'un automate pour l'achat de titres de transport. le bâtiment est détruit depuis. 

### Desserte
Byans est desservie par des trains TER Bourgogne-Franche-Comté des relations Belfort / Besançon-Viotte - Mouchard - Lons-le-Saunier / Bourg-en-Bresse

### Intermodalité
Un parking pour les véhicules y est aménagé.Elle est desservie par la ligne  56  du réseau de transport en commun Ginko.

## Galerie de photographies

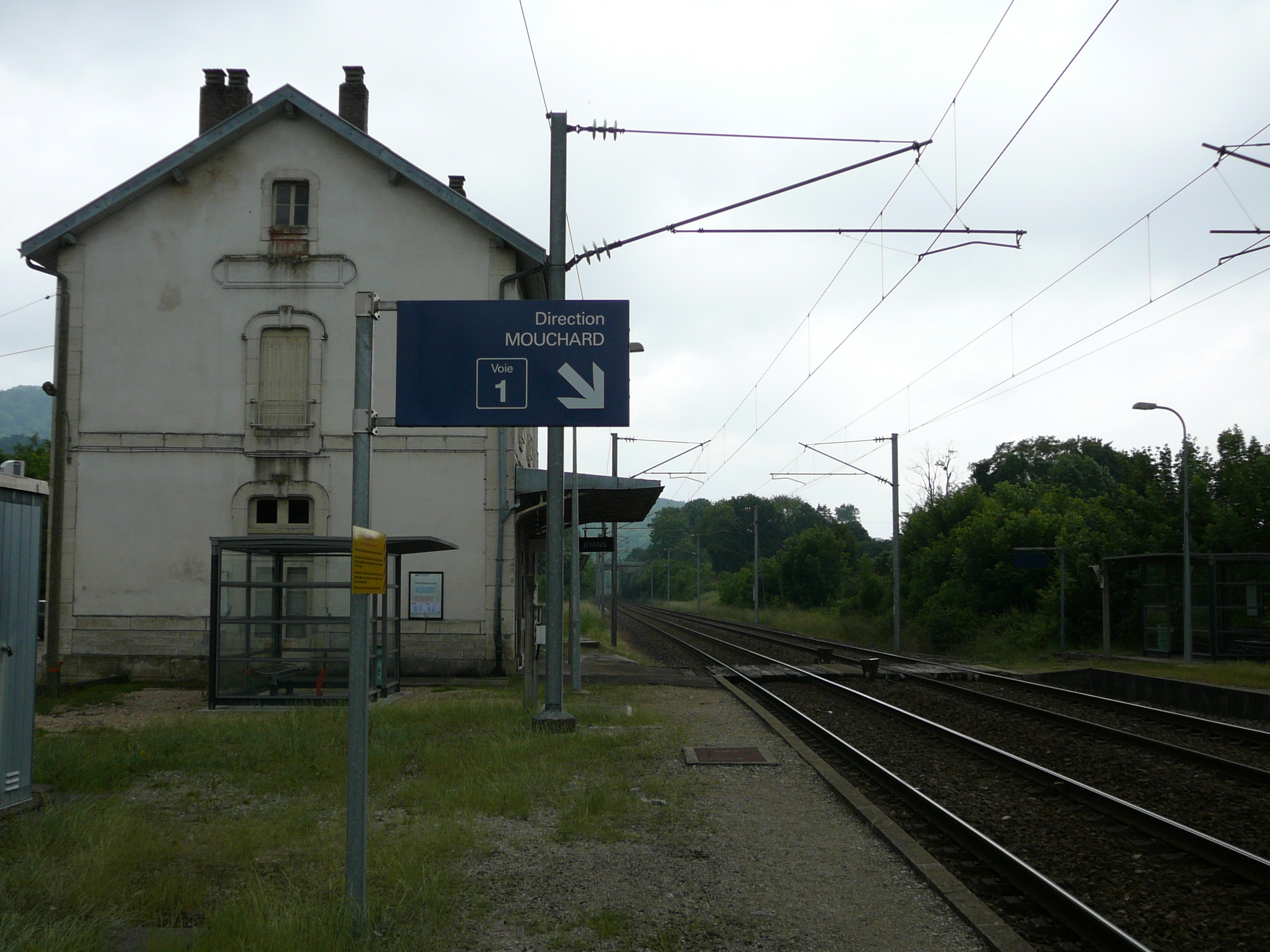
Vue direction Mouchard/Lons le Saulnier.
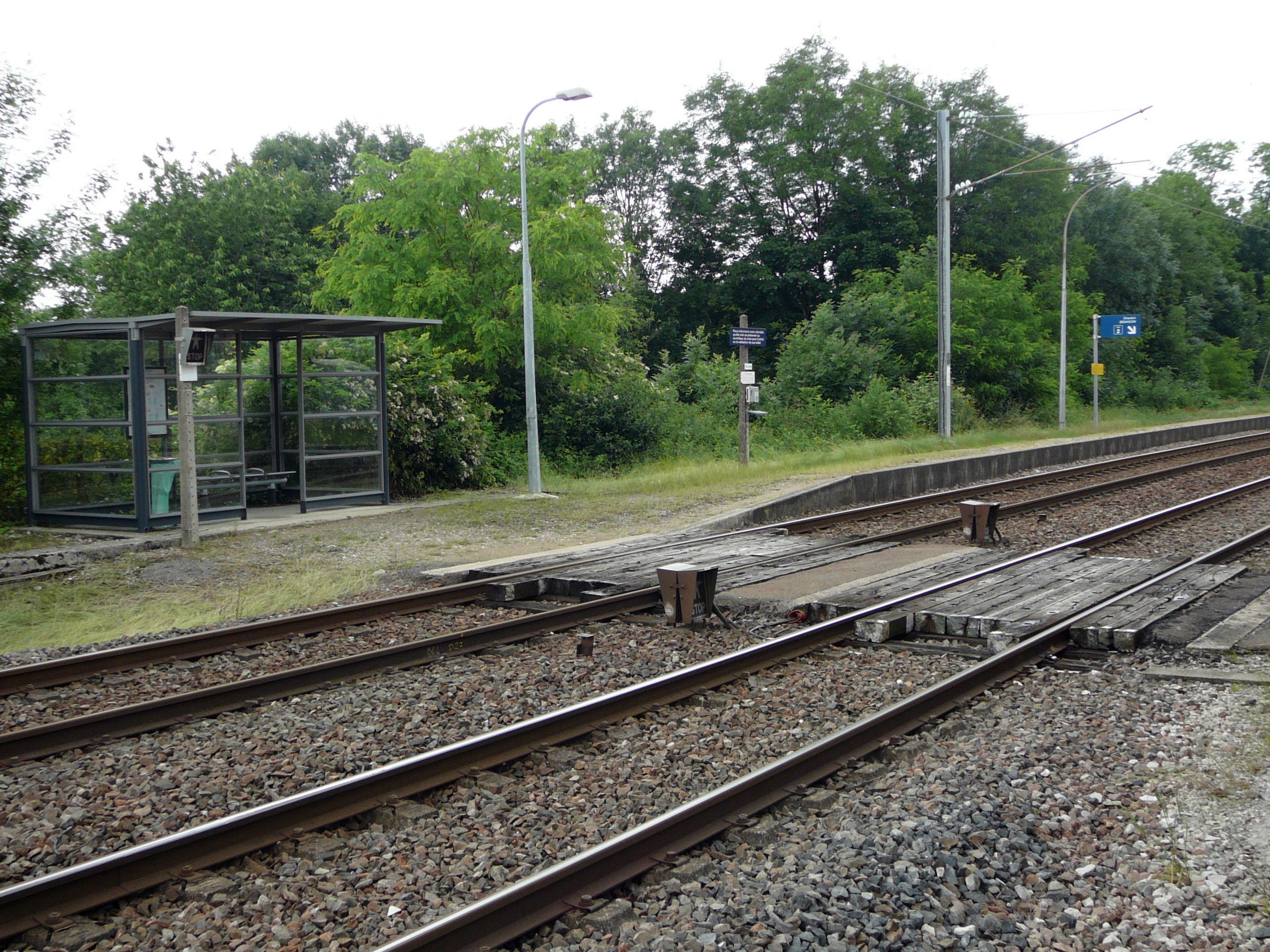
Vue en direction de Besançon.
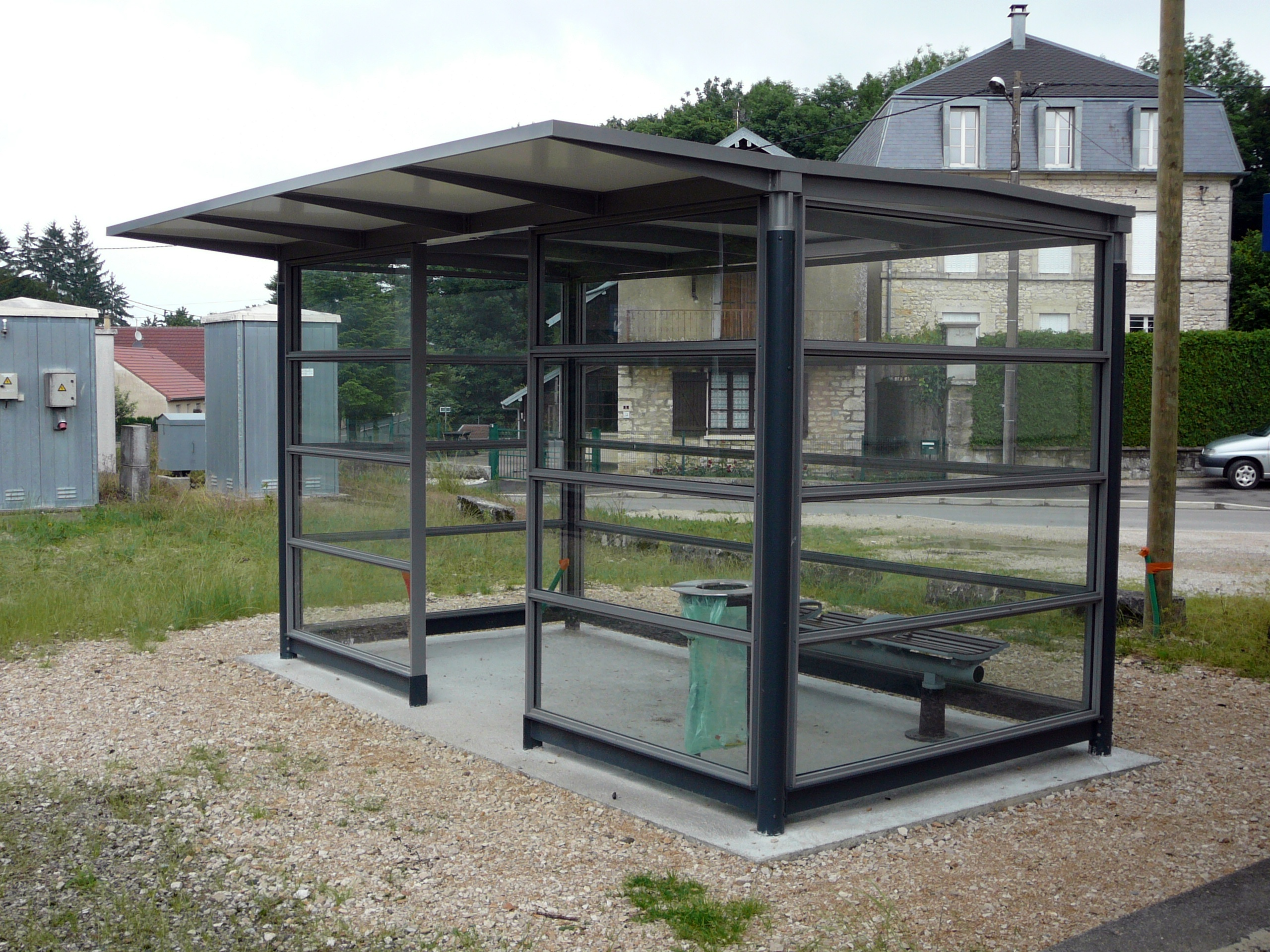
Abri sur le quai direction de Besançon.
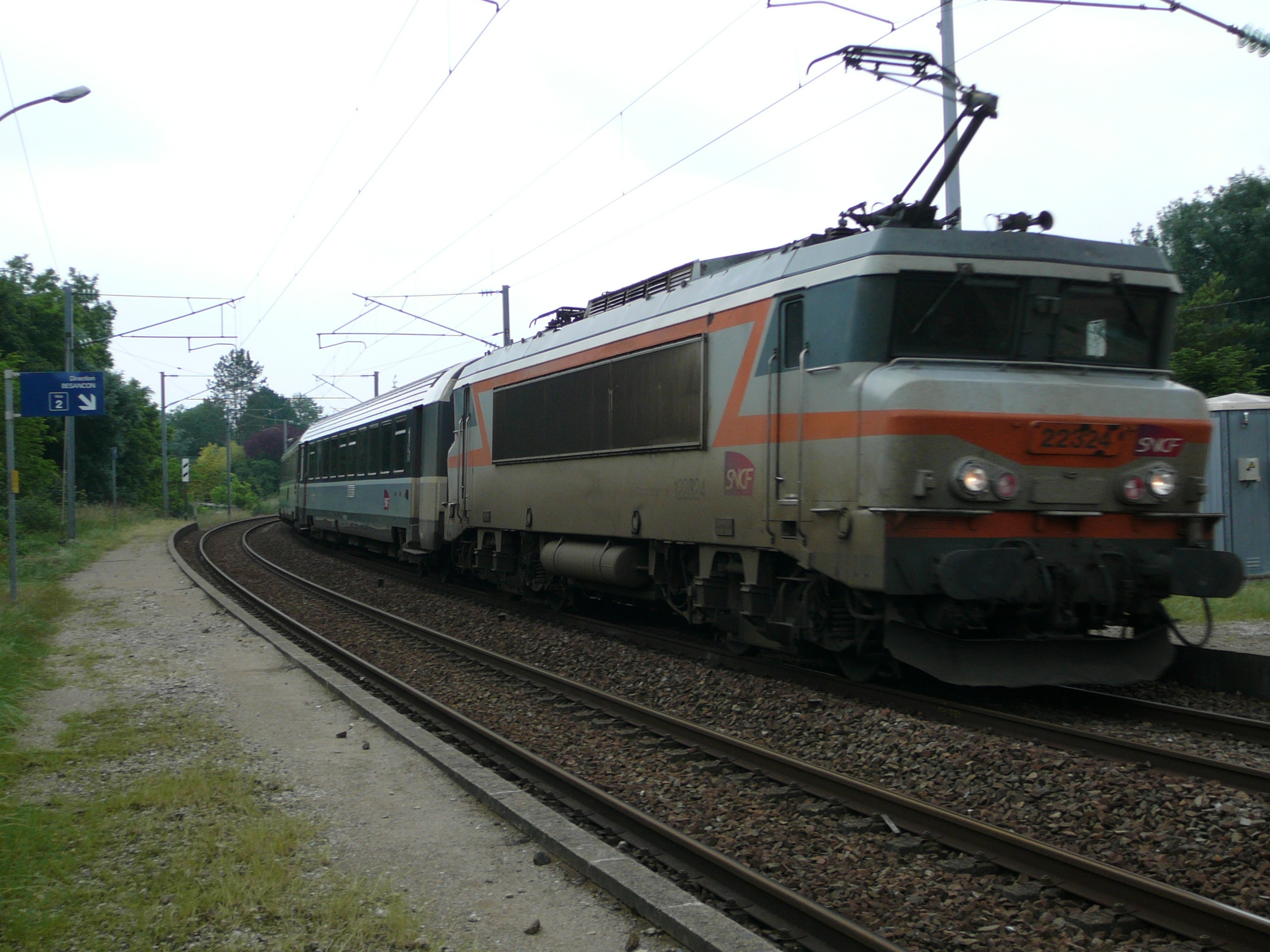
Train Intercités Grandes-Lignes Strasbourg-Lyon passant sans arrêt à Byans.